# Сахно Роман Олександрович
Роман Олександрович Сахно (нар. 21 травня 1990, Дніпропетровськ, УРСР) — український футболіст, півзахисник.

## Життєпис
Вихованець дніпропетровського Училища фізичної культури, за команду якого виступав до 2007 року в ДЮФЛУ. У сезоні 2007/08 років зіграв 1 матч та відзначився 1 голом в складі аматорського клубу «Дніпро-75». У 2008 році підписав контракт з вищоліговим криворізьким «Кривбасом», проте одразу ж відправився в оренду до свого колишнього клубу, дніпропетровського «Дніпра-75», який мав дебютувати в Другій лізі чемпіонату України. У першій частині сезону 2008/09 років зіграв 15 матчів у складі дніпрян у чемпіонаті України, після чого повернувся в «Кривбас». Однак у першій команді криворіжців не виступав, натомість захищав кольори «Кривбасу» в молодіжному чемпіонаті (46 матчів, 7 голів). У 2011 році приєднався до «Нафтовика-Укрнафти» з Першої ліги чемпіонату України. Першу частину сезону 2012/13 років провів у комсомольському клубі «Гірник-спорт» (1 поєдинок). У 2014 році виступав у складі аматорського клубу ВПК-Агро. Першу частину сезону 2014/15 років провів у друголіговому «Макіїввугіллі» (Макіївка). 2015 року став гравцем аматорського клубу «Колос» (Зачепилівка). У 2016 році виїхав до Канади, де став гравцем «Торонто Атомік» з Канадської футбольної ліги. У сезоні 2016 року зіграв 11 матчів та відзначився 1 голом.